# Liste der Ehrenbürger von Mittenwald
Die Ehrenbürgerwürde ist die höchste kommunale Auszeichnung des Marktes Mittenwald. Mit ihr werden Persönlichkeiten für besondere Verdienste im hervorragenden, erfolgreichen und treuen Wirken für das Wohl des Marktes ausgezeichnet. Rechtliche Grundlage war anfangs die Bayerische Gemeindeordnung von 1859. Seit dem 2. Dezember 1960 regelt die Satzung über gemeindliche Auszeichnungen die Verleihung.
Ehrenbürger werden bei repräsentativen Veranstaltungen der Stadt als Ehrengäste eingeladen. Bei Eintreten einer unverschuldeten wirtschaftlichen Notlage kann der Gemeinderat einmal oder fortlaufend einen Ehrensold bewilligen. Die Höhe liegt im Ermessen des Gemeinderates.
Seit 1883 wurden folgende Personen zu Ehrenbürgern ernannt. Die während der Zeit des Nationalsozialismus ohne örtlichen Zusammenhang verliehenen Ehrenbürgerschaften an Paul von Hindenburg, Adolf Hitler, Adolf Wagner und Franz Ritter von Epp wurden nach dem Zusammenbruch des Dritten Reichs als nichtig betrachtet.
Neben der Ehrenbürgerschaft verleiht der Markt die Ehrennadel und die Ehrenplakette in jeweils zwei Stufen. Für hervorragende sportliche Leistungen wird die Silberne Ehrenplakette vergeben.
Hinweis: Die Auflistung erfolgt chronologisch nach Datum der Zuerkennung. Sie ist nach 1960 vermutlich nicht mehr vollständig.

## Die Ehrenbürger des Marktes Mittenwald
1. Stefan Schmid (* 27. November 1814; † 13. April 1901 in Mittenwald)
Geistlicher Rat
Verleihung am 16. Juli 1883
Die Ernennung erfolgte anlässlich des 25-jährigen Dienstjubiläums als Pfarrer und Seelsorgevorstand.
2. Ferdinand von Miller (* 18. Oktober 1813 in Fürstenfeldbruck; † 11. Februar 1887 in München)
kgl. Erzgießer
Verleihung am 18. November 1890
Miller wurde für seine große Uneigennützigkeit bei der Herstellung des Matthais-Klotz-Denkmals mit der Verleihung der Ehrenbürgerschaft geehrt.
3. Alexander Kopp († 1912)
Forstmeister
Verleihung am 24. Februar 1898
Kopp wurde für das verdienstvolle Wirken während seiner 25-jährigen Tätigkeit als Forstmeister in Mittenwald ausgezeichnet.
4. Alfred Mayer
großherzoglich-luxemburgischer Hofarzt
Verleihung am 12. März 1909
Mit der Verleihung der Ehrenbürgerschaft fand sein 25-jähriges erfolgreiches Wirken in Mittenwald seine Anerkennung.
5. Gustav Krupp von Bohlen und Halbach
Verleihung am 24. September 1917
Krupp dankte der Ort seine wiederholten hochherzigen Spenden zum Wiederaufbau einer abgebrannten Straßenzeile, zur Erweiterung des Krankenhauses u. a.
6. Albert Schott (* 1866; † 2. November 1947)
Landrichter
Verleihung am 28. September 1917
Schott wurde für seine außerordentliche Verdienste um die Bevölkerung und während der Kriegsjahre hauptsächlich um Soldaten geehrt, die er sich in langjähriger Tätigkeit erworben hatte.
7. Ludwig Murr (* 19. November 1866; † 17. Mai 1945)
Hauptlehrer, später Schulrat
Verleihung am 28. Januar 1921
Murr wurde anlässlich seines 25-jährigen Dienstjubiläums an der Knabenschule zum Ehrenbürger ernannt.
8. Josef Witting (* 19. März 1852; † 7. Oktober 1930)
Geistlicher Rat
Verleihung am 14. März 1929
Die Ehrung erfolgte anlässlich des 50. Jahrestages seiner Weihe zum Priester.
9. Fritz Prölß
Kunstmaler
Verleihung am 5. März 1930
Der Maler Prölß verkehrte seit 50 Jahren als treuer Gast in Mittenwald und machte in seinen Bildern viel von Schönheit des Ortes bekannt. Anlässlich der Vollendung seines 75. Lebensjahres ehrte der Ort ihn mit der Verleihung der Ehrenbürgerrechte.
10. Georg Schreyögg (* 13. August 1870; † 7. Juli 1934)
Bildhauer
Verleihung am 10. August 1930
Schreyögg erwarb sich besondere Verdienste um die Erhaltung der Mittenwalder Eigenheit in bäuerlicher und malerischer Hinsicht. Er stiftete eine Reihe von Kunstdenkmälern.
11. Johann Baptist Karl (* 6. Dezember 1877; † 4. Mai 1945)
Pfarrer, Dekan
Verleihung am 25. Januar 1931
Die Verleihung erfolgte für 25 Jahre ehrenvolles Wirken als Seelsorger.
  - Paul von Hindenburg (* 2. Oktober 1847 in Posen; † 2. August 1934 auf Gut Neudeck)

Reichspräsident
Verleihung am 29. April 1933, nach Zusammenbruch des Dritten Reichs als nichtig betrachtet
  - Adolf Hitler (* 20. April 1889 in Braunau am Inn; † 30. April 1945 in Berlin)

Reichskanzler
Verleihung am 29. April 1933, nach Zusammenbruch des Dritten Reichs als nichtig betrachtet
  - Adolf Wagner (* 1. Oktober 1890 in Algringen, Lothringen; † 12. April 1944 in Bad Reichenhall)

Staatsminister
Verleihung am 21. Juni 1933, nach Zusammenbruch des Dritten Reichs als nichtig betrachtet
  - Franz Ritter von Epp (* 16. Oktober 1868 in München; † 31. Januar 1947 ebd.)

Reichsstatthalter
Verleihung am 21. Juni 1933, nach Zusammenbruch des Dritten Reichs als nichtig betrachtet
12. Albrecht Penck (* 25. September 1858 in Reudnitz bei Leipzig; † 7. März 1945 in Prag)
Geheimrat
Verleihung am 7. November 1933
Gewürdigt wurden seine großen Verdienste in der Geologie und bei Entdeckungen im Gebiet um Mittenwald.
13. Walter Luettgebrunne
Justizrat
Verleihung am 7. November 1933, am 8. Januar 1947 niedergelegt
Luettgebrunne wurde anlässlich seiner dauernder Niederlassung im Ort für seine großen Verdienste als Vorkämpfer der Deutschen Erneuerung geehrt.
14. Adolf Baader (* 29. August 1875; † 25. Februar 1952)
Verleger, Bürgermeister
Verleihung am 8. April 1949
Baader hat sein ganzes Leben in vorbildlicher Weise dem Gemeinwohl zur Verfügung gestellt.
15. Anton Kreuzer (* 25. Dezember 1896)
Rektor a. D.
Verleihung am 24. Juli 1960
Anlässlich seines Wechsels in den Ruhestand wurde Kreuzer für seine hervorragenden Verdienste um das gesamte Kulturleben der Stadt und seine 40-jährige Tätigkeit als Erzieher und Schulleiter ausgezeichnet.
16. Helfrieda Schellle                      Schulschwester, Rektorin                              Verleihung am 16. September 1973
17. Josef Brandner                          Altbürgermeister                                            Verleihung am 31. Juli 1984
18. Franz Mannes                            Ehrenbereitschaftsleiter Bergwacht               Verleihung am 6. März 1997
19. Ludwig Hauf                               Geistl. Rat; langj. Pfarrer v. Mittenwald          Verleihung am 16. Juli 1997
20. Martina Beck (* 21. September 1979 als Martina Glagow)
Biathletin
Verleihung am 2. März 2006
Anlässlich des Empfangs nach den Olympischen Winterspielen 2006 mit drei Silbermedaillen wurde Martina Glagow in ihrer Heimatgemeinde von Bürgermeister Hermann Salminger neben ihren Erfolgen für ihr bescheidenes Auftreten und zurückhaltendes, sympathisches Wesen ausgezeichnet.